# File manager spaziale
In informatica, un file manager spaziale, o spatial file manager, è un software che sfrutta una metafora spaziale per rappresentare file e cartelle come se fossero degli oggetti fisici reali.

## Concetti
I requisiti base di un file manager spaziale sono:
1. Ogni cartella è rappresentata da una singola finestra.
2. Ogni finestra è senza ambiguità e irrevocabilmente legata ad una particolare cartella.
3. Stabilità: file, cartelle e finestre vanno dove le muovi, stanno dove le lasci ("preservano il loro spazio spaziale") e mantengono tutte le altre caratteristiche "fisiche" (come dimensione, forma, colore e posizione).

Considerando una finestra in un file manager spaziale, deve essere possibile determinare con assoluta certezza la cartella che quella finestra rappresenta. Non deve essere possibile modificare questa associazione.
Tradizionalmente, quando una finestra viene aperta, la sua icona si trasforma dal disegno di una cartella chiusa al disegno di una cartella aperta. Quando si cerca di aprire una cartella già aperta, appare un messaggio che dice "questa cartella è già aperta". In modo simile, quando un documento o una applicazione viene aperta, la propria icona rappresenta ugualmente lo stato, e cercando di riaprirla si otterrà esclusivamente di avere quel documento o quella applicazione in primo piano.
Una comune alternativa al file manager spaziale è il navigational file manager o file manager "stile browser".  In questo file manager una singola finestra è uno strumento tramite il quale può essere visto il contenuto di varie cartelle. Una singola finestra "stile browser" non è legata ad una cartella in particolare. Le caratteristiche fisiche della finestra rimangono le stesse, ma vengono modificati i contenuti. Inoltre, più di una finestra browser può visualizzare i contenuti della stessa cartella contemporaneamente.

## Esempi
Esempi di file manager che usano una metafora spaziale:
- Il Finder dei computer Apple dalla versione 5 alla 9 (le versioni precedenti a macOS)
- il Files del RISC OS
- il Workbench dell'Amiga
- il Workplace Shell dell'OS/2
- il Nautilus di GNOME dalla versione 2.6 in avanti, anche se per default ricalca un navigation file manager
- il Tracker di BeOS
- Windows Explorer in Windows 95 era anche un file manager spaziale per alcuni aspetti, ma diventò un navigational file manager nelle successive versioni del sistema operativo.

## Altri oggetti
Alcuni file manager rappresentano altri oggetti, come un cestino per i file da eliminare, o le icone di un computer o un floppy disk per rappresentare i media di salvataggio dati. Potrebbero anche esserci cartelle speciali che contengono cose speciali come le preferenze dell'utente o le applicazioni dell'utente.